# Robert Hyatt
Robert (Bob) Hyatt es un profesor de ciencias de la computación en la Universidad de Alabama de Birmingham. Es el autor de un programa de ajedrez llamado Crafty, también es el autor de Cray Blitz, dos veces campeón del World Computer Chess Championships.
Hyatt pronto consiguió el grado de Bachelor en 1970, y el grado de Maestro en 1983 en The University of Southern Mississippi. Consiguió su PhD en la Universidad de Alabama de Birmingham en 1988.